# Die Silbermöve
Die Silbermöve è un film muto del 1922 diretto da Fred Sauer.

## Produzione
Il film fu prodotto dalla casa di produzione berlinese National-Film.

## Distribuzione
Distribuito dalla National-Film con un visto di censura del 15 dicembre 1921, il film uscì nelle sale cinematografiche tedesche presentato a Berlino il 2 marzo 1922.